# Georg Wilhelm Friedrich Hegel
Georg Wilhelm Friedrich Hegel (n. 27 august 1770, Stuttgart - d. 14 noiembrie 1831, Berlin) a fost un filozof german, principal reprezentant al idealismului în filozofia secolului al XIX-lea.

## Biografie

### Familie și mediu 1770-1788
Hegel s-a născut în 27 august 1770 la Stuttgart, în Ducatul Württemberg, într-o familie protestantă. Tatăl său, Georg Ludwig Hegel (1733-1799), era înalt funcționar la curtea de conturi a ducelui de Württemberg. Mama sa, Maria Magdalena Fromm (1741-1783), provenea dintr-o familie cultivată de juriști și a participat la formarea intelectuală a fiilor săi până în pragul morții sale premature. Sora sa, Christiane, a predat la Stuttgart și a fost internată într-un azil psihiatric. Fratele său mai mic a fost căpitan în armata napoleoniană, în perioada campaniei din Rusia.
Wilhelm va studia în gymnasium-ul din orașul său natal, unde va fi un școlar model. Sora sa mărturisește că el învățase prima declinare latină la vârsta de cinci ani și că perceptorul său i- a oferit o ediție a dramelor lui Shakespeare la aniversarea vârstei de 8 ani. La 10 ani tatăl său îi dă primele lecții de geometrie și astronomie. Tragediile grecești erau lectura sa favorită. La fel de mult îl interesau fizica și botanica.
Hegel însuși își amintea că învățase, la 11 ani, definițiile lui Christian Wolf, astfel că figurile și legile silogismului, care stau baza logicii (iar acest fapt este luat de Jacques Derrida ca un argument în polemicile privitoare la vârsta potrivită pentru o educație filosofică. 
Formarea sa la Stuttgart stă sub principiile iluminismului și se bazează pe textele clasice ale Antichității. Hegel arată o preferință pentru limba și cultura greacă. Traduce tratatul Asupra sublimului de Longin, Manualul lui Epictet și Antigona lui Sofocle. Face note de lectură de literatură, estetică, fiziognomie, matematici, fizică (teoria culorilor), pedagogie, psihologie, teologie și filozofie. Scrie bine în franceză când redactează note asupra lui Rousseau.

### Studii 1788-1793
Hegel se dăruiește teologiei și intră, la vârsta de 18 ani,  la seminarul din Tübingen (numit Stift) pentru a-și realiza studiile universitare.  Aici studiază filozofia, istoria, teologia și limbile clasice, latina și greaca, matematică și fizică. În 1788 redactează un articol Despre avantajele pe care ni le procură lectura scriitorilor antici clasici greci și romani. 
Aici îi cunoaște pe Friedrich Hölderlin și pe Friedrich Wilhelm Schelling, cu care leagă o strânsă prietenie plantând împreună Copacul Libertății. Este fascinat de lucrările lui Spinoza, Kant, Rousseau și urmărește cu entuziasm evenimentele Revoluției franceze. În 1790 obține titlul der "Magister der Philosophie" cu o lucrare asupra problemei morale a obligațiilor, unde opune dualismului kantian ideea unității rațiunii cu sensibilitatea. Apoi se înscrie la Facultatea de Teologie unde urmează cursuri despre istoria Apostolilor, a psalmilor și a Epistolelor, despre filosofia stoicului Cicero, despre istoria filozofiei, despre metafizică și teologie naturală și decide, între altele, să se înscrie la cursuri de anatomie.
Timp de opt ani lucrează ca profesor particular în diverse familii din Berna și Frankfurt am Main, până în 1801, când devine docent la Universitatea din Jena și scrie lucrarea "Diferența între sistemele lui Fichte și Schelling". Împreună cu Schelling fondează revista "Kritische Zeitschrift der Philosophie". În 1807 publică lucrarea sa fundamentală "Fenomenologia spiritului" (Phänomenologie des Geistes). Între 1808 și 1816 este rectorul gimnaziului din Nürnberg și publică lucrarea "Știința logicii" (Wissenschaft de Logik, 1812-1816). În 1818, după o scurtă activitate la Universitatea din Heidelberg, ocupă catedra de filozofie la Universitatea din Berlin, care aparținuse lui Fichte, și începe, în prelegerile ținute, să propage propria sa filozofie, ce va fi succesiv publicată în "Enciclopedia științelor filozofice" (Enzyklopädie der philosophischen Wissenschaften, 1817-1830), cuprinzând filozofia dreptului, a istoriei, religiei, istoria filozofiei etc. Hegel moare la 14 noiembrie 1831 în Berlin, victimă a unei epidemii de holeră.

## Opera filozofică
Filozofia lui Hegel este o filozofie a spiritului absolut și a dezvoltării sale dialectice, care constituie realitatea și evoluția sa. Această filozofie este în mod esențial determinată de noțiunea de "dialectică", care este în același timp un concept, un principiu al cunoașterii și al mișcării reale care guvernează existența lumii sau, după Hegel, istoria "Ideii", care după ce s-a exteriorizat în natură, revine la sine pentru a se realiza în formele culturale, urmând o ierarhie formală a unui conținut identic: artă, religie, filozofie. Într-un cuvânt științificarea logicei.

### Dialectica
Dialectica cu cele trei momente - teză, antiteză, sinteză - nu este o metodă, ea decurge logic din dezvoltarea și evoluția realității. Dialectica este însăși natura lucrurilor, filozofia descrie realitatea și o reflectă. În domeniul spiritului, dialectica este istoria contradicțiilor gândirii, pe care ea le depășește trecând de la afirmație la negație și de aici la negarea/completarea negației. Această concepție asupra contradicției presupune că, între elementele opuse, există totdeauna o relație: ceea ce exclude trebuie să includă contrariul care îi este opus. Totul se dezvoltă prin unitatea contrariilor, și această mișcare reprezintă existența în totalitate. 

### Fenomenologia spiritului
După Hegel, fenomenologia este "știința experienței conștiinței". În acestă operă se descrie evoluția progresivă și dialectică a conștiinței, de la prima opoziție imediată între ea și obiect, la conștiința de sine, rațiune, spirit și religie, până la cunoașterea absolută în care "noțiunea corespunde obiectului și obiectul noțiunei". Fenomenologia începe deci prin descrierea conștiinței în general, opusă unui obiect. Un moment al dialecticei conștiinței poate fi adevărat în el însuși, sau fals pentru cel care unifică toate momentele într-o singură totalitate. Astfel spus, orice act de conștiință începe prin eroare, dar accede la adevăr în totalitatea istoriei sale. Scopul fenomenologiei este deci descrierea esenței integrale a omului/theului în totalitate, cu posibilitățile lui cognitive și afective.
Fenomenologia este divizată în trei părți: studiul conștiinței în general, conștiința de sine și rațiunea.

#### Conștiința în general
Aceasta este conștiința lumii exterioare, în măsura în care omul este opus lumii. Există trei nivele de conștiință:
- Sensibilitatea sau certitudinea imediată a unui obiect exterior.
- Percepția sau confirmarea sensibilității.
- Înțelegerea sau sesizarea esențialului din obiecte.

#### Conștiința de sine
Omul ia cunoștință de el însuși prin opoziție față de lumea exterioară, conștiința de sine este intuiția "eului" ca persoană.

#### Rațiunea
Rațiunea este conștiința revenită la ea însăși din lumea transcendentală, în măsura în care devine interesată la observația naturii. Ea este expresia științei moderne, dorința de a descrie fenomenele și de a le descoperii legile.

### Filozofia istoriei
După Hegel, rațiunea guvernează lumea și se realizează în istorie. Această raționalitate integrală a istoriei implică afirmarea că dezvoltarea se realizează în forma cea mai completă morala și libertatea. Obiectivul istoriei nu îl constituie indivizii în existența lor singulară, ci totalitatea poporului și spiritul său (Volksgeist). Evoluția dialectică a spiritului universal parvine în final la ideea de Stat, în care se găsesc reunite moravurile, arta și dreptul. Obiectivul istoriei este deci Statul și libertatea pe care el o realizează.

## Interpretările și influențele filozofiei lui Hegel
După moartea lui Hegel, discipolii lui s-au divizat în două tabere. Hegelianii de "dreapta" erau grupați în corpul universitar din Berlin și reprezentau conservatismul politic al epocii de restaurație după căderea lui Napoleon. "Stânga", cunoscută și ca "Tinerii Hegeliani", interpretau filozofia lui Hegel în sens revoluționar, preconizând ateismul în religie și democrația liberală în politică. Dintre aceștia sunt de menționat Bruno Bauer, Ludwig Feuerbach, Max Stirner și - mai ales - Karl Marx. La Marx, idealismul este transformat în materialism iar de la legile dialectice ale evoluției istorice se ajunge la ideologia luptei de clasă, la sfârșitul căreia nu mai regăsim spiritul întors la sine însuși, ci o societate comunistă lipsită de clase, presupusă liberă.

## Opere principale
- Phänomenologie des Geistes ("Fenomenologia spiritului", 1807)
- Wissenschaft der Logik ("Știința logicei", 1812/1816)
- Enzyklopädie de philosiphischen Wissenschaften ("Enciclopedia științelor filozofice", Logica - numita si Logica mica, Filozofia naturii & Filozofia spiritului 1817-1830
- Grundlinien der Philosophie des Rechts ("Bazele filozofiei dreptului", 1819)
- Vorlesungen über die Ästhetik ("Prelegeri despre estetică", in 2 volume 1817-1829)
- Vorlesungen über die Philosophie der Geschichte ("Prelegeri de filozofie a istoriei", 1822-1831)
- (Prelegeri de filozofie a religiei)
- (Note despre Platon)
- Prelegeri de istorie a filozofiei, 1-2, Ed, Academiei, 1963